# HK Awangard Omsk
Der HK Awangard Omsk (russisch ХК Авангард Омск) ist ein 1950 gegründeter russischer Eishockeyklub aus der sibirischen Stadt Omsk. Die Mannschaft spielt in der Kontinentalen Hockey-Liga (KHL) und trägt ihre Heimspiele seit dem 1. Oktober 2022 in der G-Drive Arena aus. Die Vereinsfarben sind rot, weiß und schwarz.

## Geschichte
Der Klub wurde 1950 als Spartak Omsk gegründet, trug später auch die Namen Aeroflot Omsk, Kautschuk Omsk, Chimik Omsk und Schinnik Omsk, ehe er schließlich 1981 in Awangard umbenannt wurde. Finanziert wird der Klub vom russischen Ölunternehmen Gazprom Neft und der Oblast Omsk.

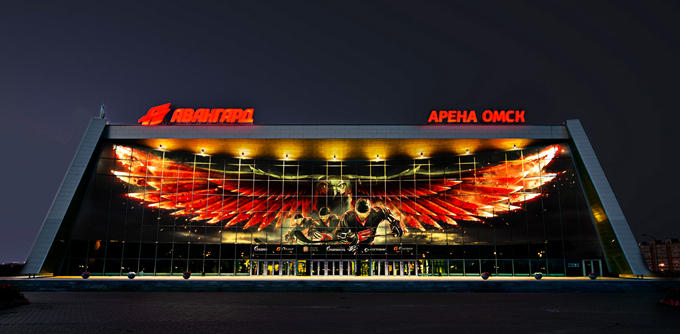
Omsk Arena

Omsk nahm 1997 und 1998 an den ersten beiden Austragungen des  IIHF Continental Cups teil. Während des Lockouts in der Saison 2004/05 sorgte der Klub mit der Verpflichtung von NHL-Topstar Jaromír Jágr für Aufsehen. Trotz der Verpflichtung des Tschechen 2004 konnte man den in der Saison zuvor erstmals gewonnenen Meistertitel nicht verteidigen.
Beim ersten IIHF European Champions Cup 2005 in Sankt Petersburg belegte Awangard den ersten Platz.
2007 zog der Klub in die neu errichtete Omsk Arena um, die 10.318 Zuschauern Platz bietet.
Im August 2018 wurden bei Bauarbeiten an der Omsk Arena Risse im Fundament des Gebäudes entdeckt. Das führte zu einer sofortigen Evakuierung und dauerhaften Sperrung des Gebäudes. Awangard Omsk entschied sich daraufhin, seine Heimspiele im 2.500 km entfernten Balaschicha (Oblast Moskau) in der Balaschicha-Arena auszutragen, nachdem der Klub andere Spielstätten wie die neue Arena in Krasnojarsk ausgeschlossen hatte. Aufgrund dieses Umzugs des Teams musste der Spielplan der KHL angepasst werden.
Im Playoff-Finale der Saison 2020/21 besiegte der HK Awangard Omsk den HK ZSKA Moskau mit 4:2 und gewann damit erstmals den Gagarin-Pokal sowie die zweite russische Meisterschaft nach 2004.

## Spieler

### Nicht mehr vergebene Trikotnummern

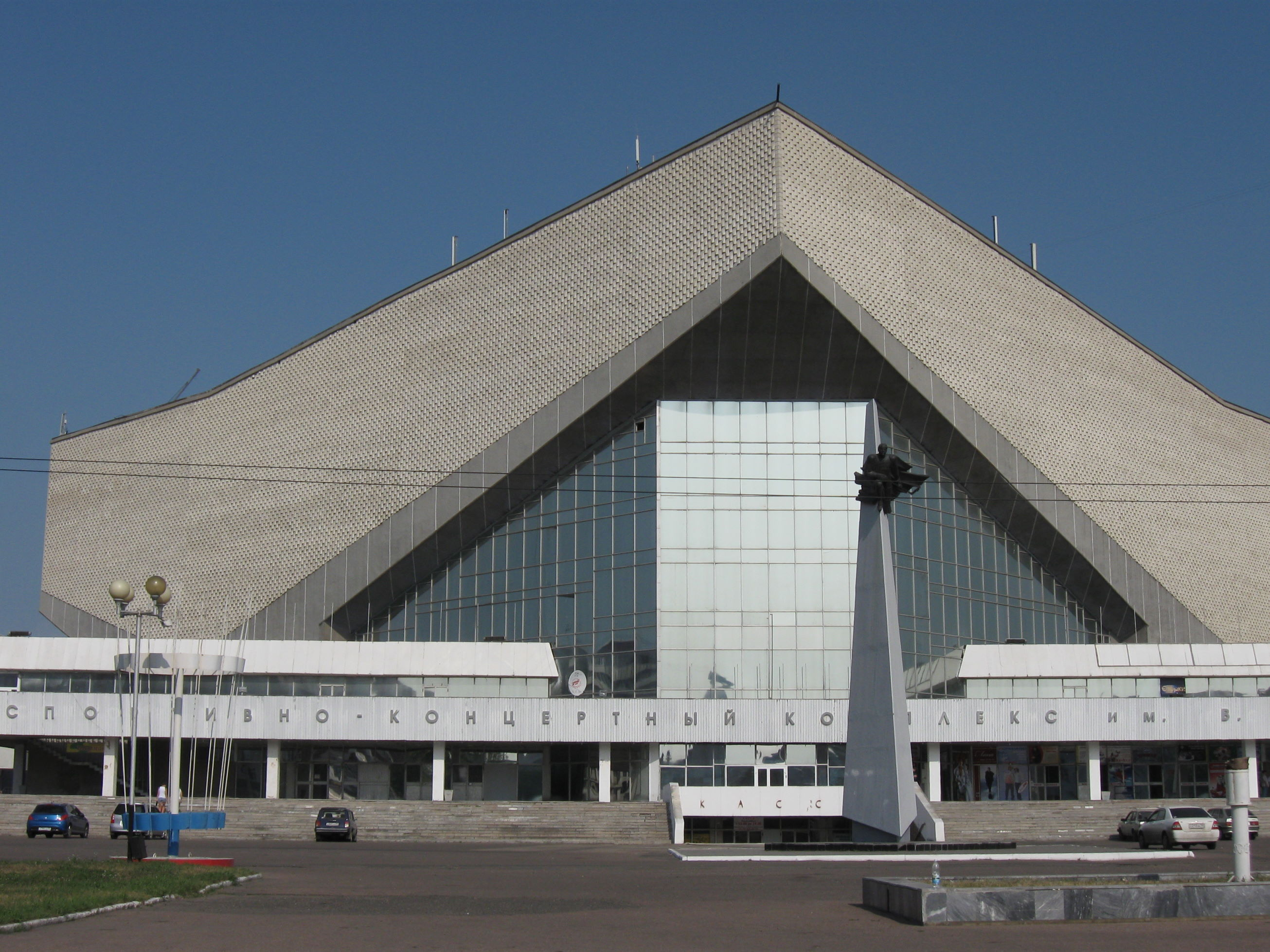
SKK W. Blinow

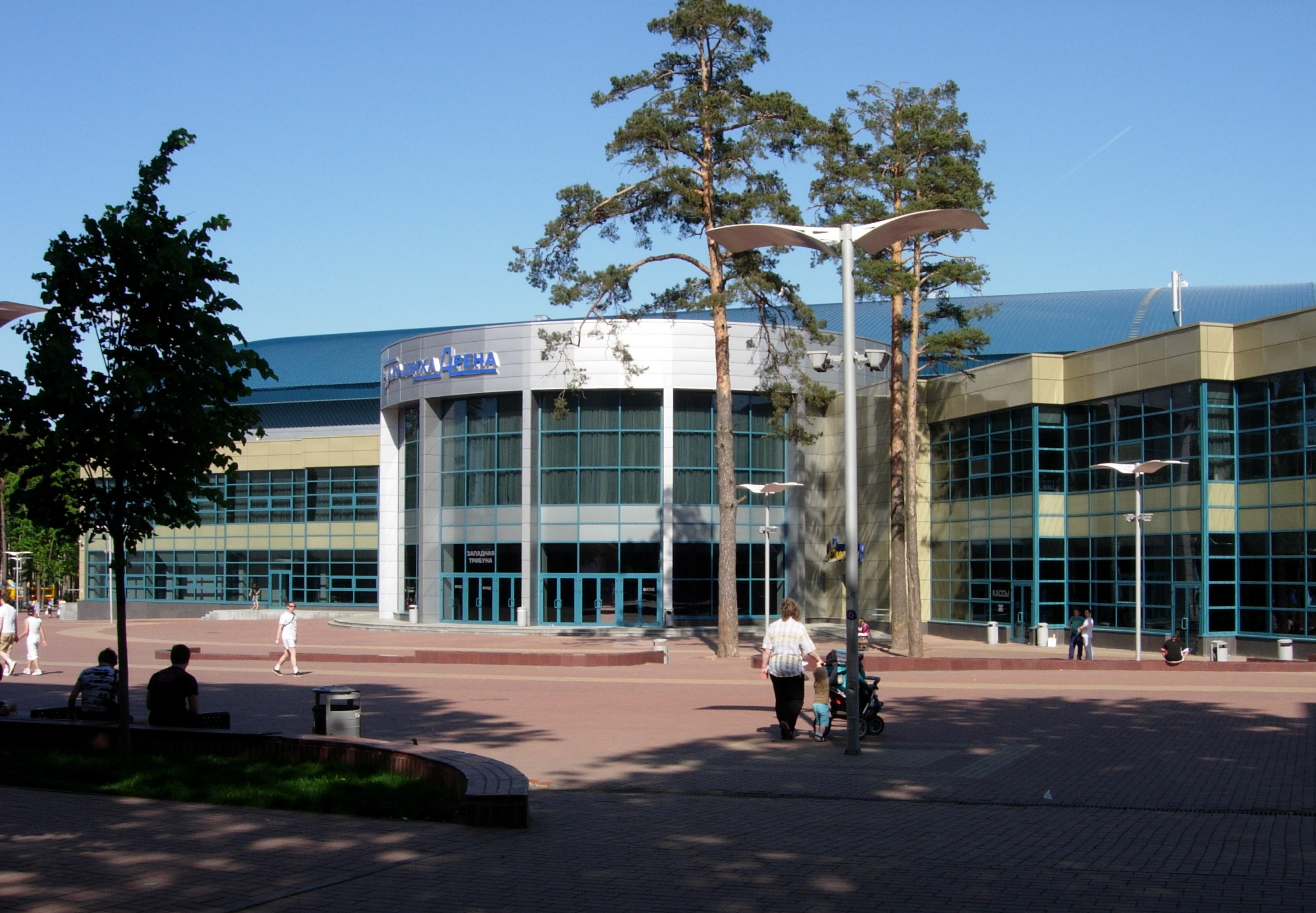
Balaschicha-Arena – Ausweichspielstätte seit August 2018

- 2 – Wiktor Blinow
- 7 – Alexei Tscherepanow[6]

### Bekannte ehemalige Spieler
- Alexei Badjukow (1999–2001)
- Jaroslav Bednář (2003–2005)
- Alexander Charitonow (2001–2003)
- Denis Denissow (2006–2008)
- Martin Erat (2015–2016)
- Alexander Fomitschow (2006–2009)
- Konstantin Gorowikow (2005–2007)
- Alexander Guskow (2004–2006)
- Sergei Gussew (2004–2006)
- Jaromír Jágr (2008–2011)
- Pauli Jaks (2004–2005)
- Maxim Jakuzenja (2006–2009)
- Witali Jatschmenjow (2005–2007)
- Aljaksej Kaljuschny (2004–2008, 2010–2012)
- Michal Kempný (2015–2016)
- Kirill Kolzow (1999–2003, 2005–2007)
- Andrei Kowalenko (2004–2005)
- Norm Maracle (2004–2007)
- Ilja Michejew (2015–2019)
- Andrei Nikolischin (2005–2006)
- Juri Panow (1991–1992, 1995–2005)
- Pavel Patera (2001–2004)
- Martin Procházka (2001–2003)
- Alexander Prokopjew (2000–2005)
- Karri Rämö (2009–2013, 2018–2019)
- Pavel Rosa (2006–2009)
- Dmitri Satonski (1997–2006)
- Vladimír Sobotka (2014–2017)
- Maxim Sokolow (2002–2005)
- Dmitri Subbotin (2003–2005)
- Maxim Suschinski (1996–2000, 2001–2005)
- Boris Tortunow (2005–2007)
- Alexei Tscherepanow (2004–2008)
- Stanislaw Tschistow (1999–2002)
- Oleg Twerdowski (2003–2005)
- Tomáš Vlasák (2002–2004)

## Trainer
- Alexander P. Tytschkin, 1983–1987
- Leonid Kisseljow, 1987–1997
- Wladimir Golubowitsch, 1997–2000
- Gennadi Zygurow, 2000–2002
- Ivan Hlinka, 2002–2003
- Sergei Gersonski, 2003
- Waleri Beloussow, 2003–2007
- Sergei Gersonski, 2007–2008
- Wayne Fleming, 2008–2009
- Igor Nikitin, 2009–2010
- Raimo Summanen, 2010–2011
- Rostislav Čada, 2011
- Raimo Summanen, 2011–2012
- Petri Matikainen, 2012–2013
- Miloš Říha, Sept. 2013 – März 2014
- Raimo Summanen, April 2014 – März 2015

- Jewgeni Kornouchow, April 2015 – August 2016
- Fjodor Kanareikin, August 2016 – März 2017
- Andrej Skabelka, März 2017 – Dez. 2017
- German Titow, Dez. 2017 – April 2018
- Bob Hartley, seit Mai 2018